# Jomal Williams
Jomal Williams (Port of Spain, 28 aprile 1994) è un calciatore trinidadiano, centrocampista dell'Once Deportivo.

## Carriera

### Club
Ha giocato nei campionati trinidadiano, messicano, azero e salvadoregno.

### Nazionale
Ha esordito in nazionale nel 2015.

## Statistiche

### Cronologia presenze e reti in nazionale
Aggiornato al 15 giugno 2023

| Cronologia completa delle presenze e delle reti in nazionale ― Trinidad e Tobago | Cronologia completa delle presenze e delle reti in nazionale ― Trinidad e Tobago | Cronologia completa delle presenze e delle reti in nazionale ― Trinidad e Tobago | Cronologia completa delle presenze e delle reti in nazionale ― Trinidad e Tobago | Cronologia completa delle presenze e delle reti in nazionale ― Trinidad e Tobago | Cronologia completa delle presenze e delle reti in nazionale ― Trinidad e Tobago | Cronologia completa delle presenze e delle reti in nazionale ― Trinidad e Tobago | Cronologia completa delle presenze e delle reti in nazionale ― Trinidad e Tobago |
| Data                                                                             | Città                                                                            | In casa                                                                          | Risultato                                                                        | Ospiti                                                                           | Competizione                                                                     | Reti                                                                             | Note                                                                             |
| -------------------------------------------------------------------------------- | -------------------------------------------------------------------------------- | -------------------------------------------------------------------------------- | -------------------------------------------------------------------------------- | -------------------------------------------------------------------------------- | -------------------------------------------------------------------------------- | -------------------------------------------------------------------------------- | -------------------------------------------------------------------------------- |
| 27-3-2015                                                                        | Port of Spain                                                                    | Trinidad e Tobago                                                                | 0 – 1                                                                            | Panama                                                                           | Amichevole                                                                       | -                                                                                | 77’                                                                              |
| 24-5-2016                                                                        | Lima                                                                             | Perù                                                                             | 4 – 0                                                                            | Trinidad e Tobago                                                                | Amichevole                                                                       | -                                                                                | 75’                                                                              |
| 28-5-2016                                                                        | Montevideo                                                                       | Uruguay                                                                          | 3 – 1                                                                            | Trinidad e Tobago                                                                | Amichevole                                                                       | 1                                                                                |                                                                                  |
| 3-6-2016                                                                         | Qinhuangdao                                                                      | Cina                                                                             | 4 – 2                                                                            | Trinidad e Tobago                                                                | Amichevole                                                                       | 1                                                                                |                                                                                  |
| 7-9-2016                                                                         | Jacksonville                                                                     | Stati Uniti                                                                      | 4 – 0                                                                            | Trinidad e Tobago                                                                | Qual. Mondiali 2018                                                              | -                                                                                | 57’ 61’                                                                          |
| 12-11-2016                                                                       | Port of Spain                                                                    | Trinidad e Tobago                                                                | 0 – 2                                                                            | Costa Rica                                                                       | Qual. Mondiali 2018                                                              | -                                                                                | 67’                                                                              |
| 28-12-2016                                                                       | Managua                                                                          | Nicaragua                                                                        | 2 – 1                                                                            | Trinidad e Tobago                                                                | Amichevole                                                                       | -                                                                                | 56’                                                                              |
| 31-12-2016                                                                       | Managua                                                                          | Nicaragua                                                                        | 1 – 3                                                                            | Trinidad e Tobago                                                                | Amichevole                                                                       | -                                                                                | 86’ 89’                                                                          |
| 30-4-2017                                                                        | Saint George's                                                                   | Grenada                                                                          | 2 – 2                                                                            | Trinidad e Tobago                                                                | Amichevole                                                                       | -                                                                                | 62’ 77’                                                                          |
| 6-9-2018                                                                         | Girona                                                                           | Trinidad e Tobago                                                                | 2 – 0                                                                            | Emirati Arabi Uniti                                                              | Amichevole                                                                       | -                                                                                | 83’                                                                              |
| 14-10-2018                                                                       | Suphanburi                                                                       | Thailandia                                                                       | 1 – 0                                                                            | Trinidad e Tobago                                                                | Amichevole                                                                       | -                                                                                | 67’                                                                              |
| 5-6-2019                                                                         | Toyota                                                                           | Giappone                                                                         | 0 – 0                                                                            | Trinidad e Tobago                                                                | Amichevole                                                                       | -                                                                                | 86’                                                                              |
| 19-6-2019                                                                        | Saint Paul                                                                       | Panama                                                                           | 2 – 0                                                                            | Trinidad e Tobago                                                                | Gold Cup 2019 - 1º turno                                                         | -                                                                                | 65’                                                                              |
| 27-6-2019                                                                        | Kansas City                                                                      | Trinidad e Tobago                                                                | 1 – 1                                                                            | Guyana                                                                           | Gold Cup 2019 - 1º turno                                                         | -                                                                                | 77’                                                                              |
| 7-9-2019                                                                         | Fort-de-France                                                                   | Martinica                                                                        | 1 – 1                                                                            | Trinidad e Tobago                                                                | CONCACAF Nations League 2019-2020 - 1º turno                                     | -                                                                                | 77’                                                                              |
| 10-11-2019                                                                       | Couva                                                                            | Trinidad e Tobago                                                                | 15 – 0                                                                           | Anguilla                                                                         | Amichevole                                                                       | 1                                                                                | 45’                                                                              |
| 18-11-2019                                                                       | San Pedro Sula                                                                   | Honduras                                                                         | 4 – 0                                                                            | Trinidad e Tobago                                                                | CONCACAF Nations League 2019-2020 - 1º turno                                     | -                                                                                | 75’                                                                              |
| 12-3-2023                                                                        | Montego Bay                                                                      | Giamaica                                                                         | 0 – 1                                                                            | Trinidad e Tobago                                                                | Amichevole                                                                       | -                                                                                | 62’                                                                              |
| 24-3-2023                                                                        | Nassau                                                                           | Bahamas                                                                          | 0 – 3                                                                            | Trinidad e Tobago                                                                | CONCACAF Nations League 2022-2023 - 1º Turno                                     | -                                                                                | 75’                                                                              |
| Totale                                                                           |                                                                                  | Presenze                                                                         | 19                                                                               |                                                                                  | Reti                                                                             | 3                                                                                |                                                                                  |